# Космічний готель Aurora
Космічний готель Aurora — концепт приватної космічної станції, що був проголошений 5 березня 2018 року аерокосмічною стартап-компанією Orion Span. Запуск на ННО попередньо був запланований на 2021 рік, а перші пасажири на станції з 2022 року.
Frank Bunger, засновник компанії Orion Span, заявив, що для збирання та експлуатації станції не знадобиться виходити у відкритий космос. Компанія планує проектувати, будувати, та тестувати станцію у Х'юстоні, Техас. Хоча поки що жодних контрактів для цього не підписано, але запуск, можливо, здійснюватиме ULA, SpaceX або Blue Origin.
Bunger також повідомив, що вони пропонують космічним туристам придбати можливість 12-тиденного перебування у готелі-космічній станції за $9,5 млн ($792 тис. за добу). Перед польотом космотуристи повинні пройти тримісячну навчально-тренувальну програму. На орбіті вони матимуть змогу вдосталь побувати у стані невагомості, спостерігати за космосом та Землею із ілюмінаторів, побачити майже дві сотні світанків, практикуватись у вирощуванні рослин у космосі методом гідропоніки.
В березні 2021 року компанія на своєму вебсайті розмістила повідомлення про припинення діяльності та повернення усіх вкладень клієнтам.